# Euphorbia letouzeyana
Euphorbia letouzeyana là một loài thực vật có hoa trong họ Đại kích. Loài này được (Malaisse) Bruyns mô tả khoa học đầu tiên năm 2007.